# خانه مولودخان
خانه مولودخان مربوط به اواخر دوره قاجار است و در بیرجند، خیابان شهید مطهری، کوچه مسجد جامع واقع شده و این اثر در تاریخ ۲۲ مرداد ۱۳۸۴ با شمارهٔ ثبت ۱۳۱۲۵ به‌عنوان یکی از آثار ملی ایران به ثبت رسیده است.